# Agua metabólica
Las reacciones químicas de compuestos que contienen el hidrógeno es una sustancia con cola hidrógeno con oxígeno a menudo producen agua. Esta agua se llama agua de oxidación. Si esta agua es formada bioquímicamente por seres vivos, también se utiliza el término agua metabólica.
El agua metabólica se refiere al agua creada dentro de un organismo vivo a través de su metabolismo, al oxidar sustancias que contienen energía en sus alimentos. El metabolismo animal produce alrededor de 110 g de agua por  cada 100 g de grasa, 42 g por 100 g de proteína y 60 g por 100 g de carbohidratos.
Algunos organismos, especialmente los xerocoles, animales que viven en el desierto, dependen exclusivamente del agua metabólica. Las aves migratorias deben depender exclusivamente de la producción metabólica de agua mientras realizan vuelos sin escalas. Los seres humanos, por el contrario, obtienen solo alrededor del 8-10 % de sus necesidades de agua a través de la producción metabólica de agua.
En los mamíferos, el agua producida por el metabolismo de las proteínas equivale aproximadamente a la cantidad necesaria para excretar la urea, que es un subproducto del metabolismo de las proteínas. Las aves, sin embargo, excretan ácido úrico y pueden obtener una ganancia neta de agua a partir del metabolismo de las proteínas.

## Introducción
Al quemar combustibles fósiles como gas natural, petróleo o carbón, como por ejemplo en el motor de combustión interna de un automóvil, siempre se forman grandes cantidades de agua. Los hidrocarburos de los combustibles fósiles se oxidan (“queman”) junto con el oxígeno del aire, lo que produce principalmente dióxido de carbono y agua. Esta agua recién formada puede ser z. B. en un automóvil en días fríos (y motor frío) en forma de nubes de vapor que salen del escape.
El agua de oxidación, que se produce por la descomposición de nutrientes (grasas, carbohidratos y proteínas) en las células de animales y humanos en el metabolismo celular, es de particular importancia. Esta agua metabólica está disponible para todo el cuerpo a través de los fluidos tisulares y la sangre. En un ser humano adulto, se supone que se utilizan diariamente entre 250 y 300 ml de agua de oxidación. En muchos animales del desierto, esta agua contribuye de manera muy significativa al suministro de agua del cuerpo, por lo que algunas especies pueden sobrevivir durante semanas sin una ingesta adicional de agua. Un ejemplo es el género de las ratas canguro (Dipodymis), en el que el agua de oxidación cubre hasta el 90 % del balance hídrico.

## Agua de oxidación en el metabolismo energético

### Metabolismo de glúcidos (glucosa)
Tanto en animales como en plantas, la glucosa (azúcar de uva) es la fuente de energía más importante para el metabolismo celular. Se pone a disposición de las células humanas como azúcar en sangre. Con la degradación oxidativa completa, se aplica la conocida ecuación neta de respiración:
{\displaystyle \mathrm {C_{6}H_{12}O_{6}+6\ O_{2}\longrightarrow 6\ CO_{2}+6\ H_{2}O} }
La glucosa reacciona con el oxígeno para formar dióxido de carbono y agua..
La descomposición de 1 mol de glucosa (180 g) conduce a la formación de 6 moles de agua (6 · 18 g = 108 g de agua). Por gramo de glucosa degradada, hay 108 g / 180 = 0,6 g de agua, es decir, aproximadamente 0,6 ml.

### Metabolismo de grasas
Las grasas (triglicéridos) son sustancias de reserva muy comunes en frutas, semillas y otras partes de las plantas. Los animales y los seres humanos almacenan reservas de energía en el tejido adiposo. Para simplificar las cosas, la grasa se equipara con la tripalmitina pura en el cálculo del ejemplo. Si esta grasa se moviliza y se degrada completamente oxidativamente, se aplica la siguiente ecuación neta:
{\displaystyle \mathrm {2\ C_{51}H_{98}O_{6}+145\ O_{2}\longrightarrow 102\ CO_{2}+98\ H_{2}O} }
La tripalmitina reacciona con el oxígeno para formar dióxido de carbono y agua.
2 moles de tripalmitina (2 · 807.35 g = 1614.7 g) dan como resultado 98 moles de agua (98 · 18 g = 1764 g = 1.7 l) cuando están completamente descompuestos. Por tanto, por gramo de grasa hay 1764 g / 1614.7 g = 1.092 g, aproximadamente 1.1 ml de agua de oxidación líquida.

## Agua de oxidación al quemar combustibles fósiles
El petróleo crudo y el gas natural consisten principalmente en compuestos que contienen hidrógeno. Cuando se queman por completo, se produce una gran cantidad de agua de oxidación además de dióxido de carbono. El carbón duro, por otro lado, apenas contiene compuestos de hidrógeno, por lo que se produce poca agua, pero mucho más dióxido de carbono. Como ejemplo, queremos estimar cuánta agua se crea cuando se quema un litro de gasolina. Para simplificar las cosas, se supone que la gasolina es de octano puro (114 g · mol - 1) con una densidad de 0,703 g·cm-3.
Esto da como resultado la ecuación de reacción:
{\displaystyle \mathrm {2\ C_{8}H_{18}+25\ O_{2}\longrightarrow 16\ CO_{2}+18\ H_{2}O} }
El octano reacciona con el oxígeno para formar dióxido de carbono y agua..
De 2 moles de octano (2·114 g = 228 g) se obtienen 18 moles de agua = (18·18 g = 324 g). La combustión de 1 litro de octano (703 g / 114 g = 6.1634 mol) provoca la formación de (6.1634·18 mol)/2 = 998 g de agua, es decir, 1 litro de agua líquida.
Existe mucha discusión sobre las emisiones de dióxido de carbono resultantes debido a su impacto climático (efecto invernadero). La influencia del agua formada al mismo tiempo en el clima global es controvertida o poco clara. Por el contrario, es indiscutible que el agua es un gas de efecto invernadero particularmente eficaz, mucho más eficaz que el dióxido de carbono. Dado que el contenido de vapor de agua del aire (humedad relativa) depende de la temperatura y la presión del aire, el contenido de agua del aire cambia significativamente y el agua recién formada se incluye en el ciclo del agua. Por otro lado, cuando la temperatura promedio aumenta, el aire absorbe cada vez más vapor de agua, lo que puede conducir a una retroalimentación positiva del efecto invernadero antropogénico (efecto de fuga). Es discutido hasta qué punto el aumento esperado de la formación de nubes puede contrarrestar esta influencia.